# Claire Hughes
Pour les articles homonymes, voir Hughes.
Claire Hughes est une personnalité politique britannique, membre du Parti travailliste. Elle est députée de Bangor Aberconwy depuis 2024.
Elle travaille dans les communications numériques pour le Parti travailliste en 2016, collabore avec Tom Watson, puis devient responsable de la croissance chez Tahdah Verified Ltd et cofonde Pluto.
En 2024, Claire Hughes est élue députée de Bangor Aberconwy avec 14 008 voix.

## Biographie

### Origines
Claire Hughes naît à Bangor et grandit à Penmaenmawr.

### Carrière professionnelle
Claire Hughes commence sa carrière en tant que responsable des communications numériques pour le Parti travailliste lors de la campagne pour les élections de l'Assemblée galloise en 2016. Puis, elle travaille avec Tom Watson pendant son mandat en tant que chef adjoint du Parti travailliste. 
Elle devient ensuite responsable de la croissance chez Tahdah Verified Ltd, une entreprise de logiciels, et cofonde Pluto, une société de gestion d'espaces de travail, où elle occupe également le poste de responsable de la croissance.

### Carrière politique
En 2024, Claire Hughes est élue députée de Bangor Aberconwy avec 14 008 voix,.

### Vie privée
Claire Hughes vit à Llanfairfechan avec sa famille et ses deux enfants.